# غالب جواد
غالب جواد (1 يونيو 1974)، ممثل عراقي.

## مشواره المهني
تخرج من معهد الفنون الجميلة بغداد، بدأ مشواره الفني عام 1997 من خلال مسلسل عالم الست وهيبة للكاتب صباح عطوان، وبطولة فوزية عارف حيث اشتهر بشخصية «مهدي» قدم بعدها عدة أعمال في التلفزيون العراقي .

### مغادرته للعراق وعودته للتمثيل
غادر العراق قبل عام 2003 للعمل في تلفزيون أبو ظبي وإم بي سي فعمل بالإخراج التمثيل، وكان انقطاعهِ عن تمثيل الدراما قبل عام 2003 بسبب ضعف الإنتاج وتدني الأجور، وفي عام 2005 شارك في فيلم جميلة للمخرج الأردني فيصل الزعبي وتحدث باللهجة الأردنية في الفيلم.
عام 2012 عاد من خلال عملين بنت المعيدي وباب الشيخ ليغيب بعدها لسنوات ويعود عام 2021 من خلال مسلسل العدلين للمخرج حسن حسني
ومسلسل بروانة للمخرج علي البحراني وفي أيار/مايو 2021 أصيب بفايروس كورونا في بريطانيا مكان إقامته وتعافى منه

## أعماله

### في التلفزيون
| سنة الإنتاج | اسم المسلسل              | الشخصية                  |
| ----------- | ------------------------ | ------------------------ |
| 2024        | عالم الست وهيبة 2        | (مهدي)                   |
| 2023        | الكاسر                   |                          |
| 2021        | بروانة                   | ( الشهيد ذو الفقار )     |
| 2021        | العدلين                  | (أسد)                    |
| 2012        | أعماق الأزقة             | ( شاهين )                |
| 2012        | بنت المعيدي              | (رشدي باشا)              |
| 2011        | طائر الجنوب              | ( صكر )                  |
| 2011        | وكر الذيب                | (شاهين)                  |
| 2006        | سارة خاتون               | ( شوكت )                 |
| 2002        | أبو الطيب المتنبي        | (المتنبي الشاب - المحسد) |
| 2002        | لو كنت القاضي            | (سامر)                   |
| 2001        | طرقات الليل              | (عماد)                   |
| 2001        | شخصيات لم ينصفها التاريخ |                          |
| 2000        | أيام التحدي              | (علي)                    |
| 2000        | صفقة ساخنة               |                          |
| 2000        | نساء في حكاية            |                          |
| 1999        | شمس الصباح               |                          |
| 1999        | عشاق                     |                          |
| 1998        | قضية الدكتور سين         | (خالد)                   |
| 1997        | عالم الست وهيبة          | (مهدي)                   |

### في السينما
| سنة الإنتاج | الفيلم | الشخصية |
| ----------- | ------ | ------- |
| 2005        | جميلة  | [ 6 ]   |

### تقديم البرامج
| سنة الإنتاج | اسم البرنامج | عرض على       |
| ----------- | ------------ | ------------- |
| 2022        | الكاش كاشك   | يو تي في عراق |